# Марина Туцаковић
Марина Туцаковић (Београд, 4. новембар 1953 — Београд, 19. септембар 2021) била је српски и југословенски текстописац. У родном граду је завршила Шесту београдску гимназију и Економски факултет. Са деветнаест година почела је да се бави писањем текстова за песме, углавном поп (касније и турбо-фолк) жанра, тако осмишљавајући текстове песама које су данас балкански и светски хитови.

## Каријера
Марина Туцаковић је каријеру започела сарађујући с групом Даг, за коју је написала песму Смиљана 1973. Учествовала је у организацији Београдског пролећа. Како је сама истакла, у почетку ју је инспирисала америчка и енглеска поп музика. Један од највећих успеха у почетку каријере постигла је са групом Зана и хитом Додирни ми колена који је доживео бројне препеве. Иначе је сарађивала с музичарима српског говорног подручја. Ауторка је текстова песама Цеце, Драгане Мирковић, Јелене Карлеуше, Лепе Брене, Здравка Чолића, групе Зана, Тошета Проеског, Џеја, Жељка Самарџића, Аце Лукаса, Саше Матића, Милиграма, Жељка Јоксимовића, Ане Николић, Северине, Неде Украден, Наташе Беквалац, Оливера Мандића, Слађане Милошевић, Рибље чорбе, ЈУ групе, Дивљих јагода, Генерације 5, Смака, Јадранке Стојаковић, Хариса Џиновића, Меха Пузића и Тање Савић.
Туцаковићева је била удата за композитора Александра Радуловића Футу, а имала је са њим синове Милана и Милоша.
У децембру 2008. године, у 24. години, преминуо је њен син Милош. Због његове смрти, повукла се из ријалити-шоуа Операција тријумф, у коме је била члан оцењивачког жирија. Иако је тада било неизвесно хоће ли наставити своју каријеру, наставила је. Посветила му је песму Мишо мој коју изводи Ана Николић.
Према њеној замисли одржан је први фестивал Беовизија 12, 13. и 14. априла 2003. године. Писала је текстове за многе песме које учествују у квалификацијама за представљање Србије на Песми Евровизије. Између осталог, написала је песму Није љубав ствар којом је Жељко Јоксимовић своју државу представљао 2012, затим Љубав је свуда за групу Моје 3 године 2013, те све три песме учеснице на фестивалу 3 па 1 за Осло (државном одабиру Србије за Евровизију одржану 2010): Ово је Балкан за Милана Станковића, Ти квариигро за Емину Јаховић и Председниче, хало за Оливера Катића.
Године 2014, постала је чланица жирија у новом музичком талент-шоу програму Пинкове звезде, уз Цецу, Џиновића, Бору Ђорђевића и Мирослава Илића.
Преминула је 19. септембра 2021. после тешке болести у Београду. Њен син Милан Лаћа Радуловић, текстописац, умро је изненада у Тел Авиву децембра 2022. године.

## Награде и признања
- 1993. МЕСАМ — главна награда, Златни сабор, за најбољег и најуспешнијег аутора текстова

## Албуми и песме
- Зана — Додирни ми колена, Јабуке и вино, Оженићеш се ти, Младићу мој, Рукују се, рукују, Мајстор за пољупце, Вејте снегови, Нисам, нисам, Влак, Војна пошта, Е, мој докторе, Осећам и знам, Што не знам где си ти, Модрице, Да ли чујеш, да ли осећаш, Мала, Пепито панталоне, Сузе бришу све, Принц, Црвене лале, Није све тако црно, Још овај дан, Ево зима ће, Лето, Кум, 13 је мој срећан број, Пробуди ме, Сама сам, Сањам, Наставнице, Чамац на води, Јутро ме подсећа на то
- Здравко Чолић — Рушка, Ватра и барут, Окано, Ноћ ми те дугује, Красива, Мерак ми је, Табакера, Јако, јако слабо ти срце заводиш, Ој, девојко селен велен (дорада, песма је народна), Чија је оно звијезда, Јави се, јави, Аутопут, Маслинасто зелена, Ајде иди, Кад би моја била, Чини ми се грми, Шта ми радиш, Завичај, Манијачи, Мени нико не треба, Љубавници, Мангупска, Мастило и вода, Спавају ли очи небеске, Љубити, Слављеничка, Не говори ми да ме више не волиш, Хајдемо негдје насамо, Сједни ми у крило, Што си препотентна, Меланхолија, Ко те љуби кад нисам ту, Коначно сам, Црне чарапе, Cherie, Cherie, Јужњаци, Освојио би’ све, Куба, На адреси ти пише, Стави прст на чело, Мало појачај радио
- Цеца Ражнатовић — албуми: Кукавица, Ја још спавам у твојој мајици, Фатална љубав, Емотивна луда, Маскарада, Цеца 2000, Деценија, Горе од љубави, Идеално лоша, Љубав живи, Позив, Аутограм
- Драгана Мирковић — Питају ме у мом крају, Откад сам се у тебе заљубила, Нисам ни метар од тебе, О, да ли знаш, Опојни су зумбули, Математика, Додај гас, Добра девојка, Добро јутро, добар дан, Женско срце, Има ли лета и зиме, Стани душо, стани злато, Црни лептир, Љубав је само за хероје, Туго мојих дана, Живот мој, Ласте, Тровање
- Лепа Брена — Хајде да се волимо, Голубе, Сањам, Бисеру бели, Пожели срећу другима, Уђи слободно, Пази коме завидиш, Шеик, Маче моје, Јанош, Окрећеш ми леђа, Ученици, Ево зима ће, Ситније, Циле, ситније, Кућа лажи, Град, Перице, моја мерице, Он не воли ме, Сузе бришу све, Љубавне играрије, Ђорђе, Све бих дала да си мој, Љубим те ја, Признај ми, признај, Шири драги руке, Моја росо, Краљ, Следећи, Зашто, Два аса, Добра грешница, Зрно туге, Бибер, Уради то, Ваља се, Ћутим к’о ствар, Жали, Боже, Царица, Срећна жена, Све смо ми криве, Боље не
- Јелена Карлеуша — албуми: Гили, гили, За своје године, Само за твоје очи, Магија, ЈК Револуција, Дива; песме: Антихрист, Ко ову драму режира, Жена змија, Не веруј женама, Судбину пореци, Јелена, Куме, Жене воле дијаманте, Банкина, Остављам те
- Џеј Рамадановски — Успео сам у животу, Љубио сам, нисам знао, Слажеш ли се ти, Виолино, моја вило, Пољуби ме без обзира на све, Зар ја да ти бришем сузе, Две године дуге, Један два, Љубав је ласта, Ником није жао као мени, Недеља, Ниједне усне се не љубе саме, Угасила си ме, Ко се с нама дружи, Лубеница, Још ме буде мисли луде, Ветрови ме ломе, Мрак, мрак, Где ћу сад, моја ружо, Успори мало судбино сестро, Овај живот није лак, Рађај синове, Секси ритам, Ноћас ми се не спава, Животе, жено без морала, Сунце љубави, Дао бих ти брда и долине, Зато, Славија, Ти би могла да ми будеш ћерка, Ритам вози, вози, Зрно мудрости, Рано јутро, пола пет
- Жељко Самарџић — Сипајте ми још један виски, Име ти је судбина, Грлица, Да ме није, Да ли си икад волео жену, Кафанска певачица, Ловац на потезу, Имаш ме у шаци, Ја вас волим обе, Покажи ми шта знаш, Удала се моја црна драга, Стари лав, Безобразно зелене, Све је сурово, Живим у близини, Могу још да полудим, Охлади, Не дај да те раде, После дуге везе, Све је моје твоје, Зауставите јануар, Марија, Љубавна адреса, Живи били па видели, Којим добром, мила моја, Ја кунем се у љубав, Искулирај, Зато крадем, Летња драга, Љубав на папиру, Компас за љубав, Песнице и шарм
- Неда Украден — Писма љубави, Љубав ме чудно дира, Зора је, Злато моје Златане, Шај, роде, шај, Луталице, скитнице, Не излази стално из куће, Зар не видиш сузе моје, Поноћ је, О, мама, мама, Сватови, Вино пију, Очи невјерне, Адио, љубави, Опроштај, Дошло доба да се растајемо, Мајко, мајко, Биле би нам три године, Мјесече злаћани, Нино, Боли, боли, Шта ће ми твоје писмо, Хеј, љубави, ниси друг, Хопа, цупа, срце лупа, За сваку рану, Како сам ја сретна била, Послужи нас, срећо, Мјесечино, Не мириши, зумбуле, Брига тебе, Добро дошли, Нек’ се зна, Проговори, тиха ноћи, Била сам му све, Лажу, лажу нас године, Кажу да те оставим, Живела музика, Колико те око пожељело, Сунце живота мог, Осјећаш ли, жена сам, Од толико среће... (остарит се неће), Ноћи северне, Љубави жедна, Пруга, Живот сам промијенила, Одужи ми се пољупцима, Јануар и фебруар, Маки, маки, Руке, Шљокице
- Аца Лукас — Волиш ли ме, Готово, Стил живота, Ало, будало, Дођи горе, Ако ти још фали кревет мој, Чивас, Реци, By pass, Не дај да ти љубав срећу квари, Кома, Нешто против болова, Сунцокрети, Иста као ја, Шта учини, црни гавране, Нисам преживео, Истина је да те лажем, Са љубави се скидам, Лична карта, Неће мама доћи, Не рађај грешнике, Рођендан, Запишите ми број, Веран
- Саша Матић — Кад љубав закасни, Отишао, вратио се, Дошли су ми другови, Маскара, А ти си изабрала њега, Анђео чувар, Ко те љуби ових дана, Краљ изгубљених ствари, Рузмарин, Прави се, Рескирај, Ланац среће, Поклоните ми њу за рођендан, Сила си, Лагала је граде, Мени треба, Ја само слушам господара свог, Опала, За шта си, Устајем, устајем, Мешај, мешај, Не зови, не пиши, Није ово моја ноћ, Лоша стара времена,  Прејако
- Милиграм — Крушка, Београд ноћу, Леге, леге, Свирај, брате, Само луда, Ноћна вожња, Не компликуј, Луди петак, Врати ми се, несрећо, Анђео, Апсолутна љубав, Љубав је пасе, Мене ништа не вади, Сигурица, Лака лова, Ела, ела, Кавијар, Медена, Држи се ти мене, Седмо небо, Ништа, Пола пет, У Бога верујем, 21. век
- Жељко Јоксимовић — Девојка, Није љубав ствар, Либеро, Michelle, Непознат број, Звезда, Рањена звер, Исто је, Брате мој
- Оливер Мандић — Љуљај ме нежно, Ослони се на мене, Сутра имам празан стан, Смејем се а плакао бих, Помагајте, другови, Није за њу, Питају ме, питају, Не дај му, Мајмуне, Пробај ме, Само небо зна, Говор твог тела, Да, он је мали, Бићу твој, Фато, Трећи у кругу, Слободан и свој, Оно што ти нисам рекао..., Бобане
- Ана Бекута — Краљ поноћи, Златиборске зоре, Заволех те, Све сам стекла сама, Умри мушки, Опет имам разлога да живим, Иду ветрови, Како да те љубим после ње, Маните се људи, С тобом бар знам где је дно, Благо мени, Хвала љубави, Пао мрак, Ништа не обећавам, Стари мој, Одиграј за мене, Време је, Умори ме уснама, С обе ми се руке крсти, Тело као слика, Умрећу на туђи дан, Све је боље од самоће, Није љубав коло, Кад попијеш, Куд који мили моји, Нећу ја да пропаднем, Преварена жена, Бог те казнио, Не излуђуј ме, Како ми је питаш сад, Шта би била ја, шта би био ти
- Вики Миљковић — Лоша срећа, Хајде води ме одавде, Ником није лепше него нама, Мариш ли, Наруквице, Пет минута, Сањала сам ружан сан, Србија, Свадбе неће бити, Махи, махи, Да ли си добро спавао, Цурице, Ти, мушкарац, Разлика, О, како боли, Празан стан, Овде се не плаче, Иду ми, иду, Дођавола све, Хеј, ко то пита, Не зна јуче да је сад (дует са Халидом Бешлићем), Румба, Досадно, Оно нешто, Мене лоше добро зна
- Ана Николић — Јануар, Ватра, Хоћу да те гледам, Птица скитница, Атина, Увек има један још, Мој клуб, Девојка од чоколаде, Дум један коњак, Ромале, ромали, Плакаћете за мном обоје, Верна до колена, Мишо мој, Џукело, Од љубави до хорора, Баш вала баш, Мафија кафе, Зла барбика, Ђаво, Предрасуде, Добродошао у мој заборав, Написмено, Лоше ти је било, Пилуле, Баксузе, 200 са 100, Фрикови, Да те вратим, Тело, Фригидна
- Ксенија Пајчин — Дечко ми је уморан, Нино
- Зорица Брунцлик — Не питајте колко кошта
- Наташа Беквалац — Хиљаду нула, Псето, Прва, Позитивна, Не ваљам, Прва у пићу, Болесно те волим, Могу да прођем, Мали сигнали, Краљица нових љубави, Чистија, Мала леђа, Нећу да се заљубим, Покер у двоје, Не могу
- Мира Шкорић — Зашто носиш прстен мој, Који је данас дан, Очи моје поносите, Из два ока, Кајеш ли се још, Не дам га, не дам, Не иди из срца, Дај ми, боже, Љубавници, У служби љубави, Много је, Коса црна, Срцекрадица, Лоша процена, Не рачунај на мене, Врати нам се, друже мој, Она пије, Од пораза до победе, Воли је, Забава, Реци, срећо
- Жељко Шашић — Гори море, Солитер, Вежите ми руке, Сузе бола, Таласна дужина, Венера, Ти лутко моја, Убила си све у мени, Ала сам се насук’о к’о брод, Мени добра си, Паклена је ноћ
- Рибља чорба — Валентино из ресторана
- Харис Џиновић — Рано је за тугу, Познаћеш ме, Остарићу, нећу знати, Одлази, нестаје, Лаже ме ноћас она, Тражи, тражи
- Весна Змијанац — Себе сам ранила, Да ли ти је вечерас по вољи, Да су лажи изашле из раја, Усне као ванила, Мој кревет, Минско поље, Понови за мном, Знам те одлично
- Дара Бубамара — Зидови, Галама, Добро јутро никоме, Нека мало, Песма за маму, Морена, морена, Џони, Џони, Пусти ту причу, Вози ме, вози, Склоните ме, другови, Волим све што не ваља, Сангрија, Не планирам, Она те пали, Немам елана, Мами, мами, Изађи сам, Ћао аморе
- Сека Алексић — Искористи моје мане, Где сам ти ја, Боли стара љубав, Хирошима, Импулси, Иди пре јутра, Два срца на зиду, Једна више, Судбино, реци
- Тања Савић — Тако млада, Полудела, За моје добро, Зашто ме у образ љубиш, Као бродови, Стани туго, Минут љубави, Сукњица
- Тоше Проески — Соба за тугу, Ако ме погледаш у очи, Ледена, Још један степеник, На место злочина
- Слађана Милошевић — Ау ау, Рецепт за љубав, Упали светло, Горим од жеље да убијем ноћ, Очигледно није ми свеједно, Моја чудна путовања, Мој брат по песми, Чувај ме, Секси дама, Симпатија, Бејби, Време чини своје, Фантастично путовање
- Мира Косовка — За шаку љубави, Ех што има једна песма, Грешна ти душа, Ко ће да ме испрати, Једна ноћ са тобом, Четири годишња доба
- Масимо Савић — Странац у ноћи, Кад човјек воли жену, Ти си бол бића мог, Пусти ме да спавам, Хвата ме паника
- Мишо Ковач — Мало ми је један живот с тобом, Сви пјевају, ја не чујем, Душа ми је празна, Пролеће је, мени није, Три сузе, Ја немам више разлога да живим
- Бисера Велетанлић — Бај, бај, бај, Никада више
- Тереза Кесовија — Тко ми је крив
- Оливер Драгојевић — Подсети ме што то бјеше љубав, Зашто
- Џенан Лончаревић — Лоша, Страх ме је да те сањам, Кад оставе те сви, Бомбона, Избегавам, Здраво, душо
- Викторија — Рат и мир, Арија, Кад-тад
- Северина — Гас, гас, Тридесете, Здраво, Маријо, Мушкарцу само треба курва, Гаде, Силикони, Мртав без мене, Имаш право
- Милош Бојанић — Криво ми је, криво је, Дошао сам као гост, Ево иде, ево жури тридесета већ, Очи црне, а и вино црно, Још су живе оне године
- Јами — Чоколада, Због тебе би вила остала без крила, Пољубац живота, Пошаљи ми јастук на ком сањаш, Дођи да ослабимо заједно, Гадљива, Проблематична
- Миле Китић — Шампањац, Замрачено, Паклене године, Бомба, Доживећу ја, Baby, baby, Мађионичар
- Гога Секулић — Рекорд сам оборила, Гаћице, Мушка лутка, Сама се позвала, Стара нова девојка, Секси бизнисмен, Твоје очи, Може, може, Срце на паузи, Премало премало, Нова стара девојка, Златна кока, Клошар, Волела би сестра, Минус фаза, Ја хоћу све, Лото девојка
- Никола Роквић — Срце од метала, Трајно, Не тражи љубав, Паметно јутро, Угао, Жељо моја
- Марија Шерифовић — албум Храбро
- Индира Радић — Змај, Мој животе, да л’ си жив, Педесет година, Био си ми драг, Тетоважа, Нисам сумњала, Ватромет, Зашто тако наопако, Тика так, Свеједно је, Април, Љубав кад престане, Малине, Хвала што ниси, Лепо се проведи, Не долазиш у обзир, Упаљач, Лопов, Иде то с годинама, Киша
- Зорица Марковић — Лијте кише, Састави нас, Боже, Да тебе нема, Девојачка туга
- Снежана Бабић Снеки — Пијмо, Ја нисам прва ни последња, Хармонико свирај сама, Не зна зора, Никада ме запросио ниси, Чаша греха
- Бобан Здравковић — Циганима срце даћу, Ено тамо, Напиј се срце, Маја
- Јадранка Стојаковић — Против нас су сви
- Мехо Пузић — Зашто плачеш
- Генерација 5 — Ти само буди довољно далеко
- Дивље јагоде — Додирни ме, склони бол
- Булевар — албуми (не све песме): Лош и млад, Мала ноћна паника
- Трио (Миле Китић, Саша Матић и Аца Лукас) — Да ме је она волела
- Денијал Ахметовић — Нема љубави док је Босна не роди
- Станија Добројевић — Света Марија, Главни актери
- Саша Ковачевић — Преварена
- Милица Павловић — Хеј жено, Ово боли, Могла сам, Двострука игра, Оперисан од љубави, Пацијент
- Стефан Ђурић Раста — Адио аморе
- Катарина Грујић — Једно ђубре обично, Лутка, Грешка, Другови, Комотно
- Магазин — Било би супер, Еј, поноћи, Три сам ти зиме шаптала име, Ти си жеља мог живота, Рано, раније
- Селма Бајрами — Лијепе жене, Фармерице, Сарајево
- Биљана Марковић — Сунце моје
- Оља Бајрами — Дао си ми зелено
- Ђогани — Гљива лудара
- Дијаманти бенд — Годину дана
- Снежана Савић — Иди мили, главу не окрећи, Лане моје, Иде јесен ’85
- Милан Станковић — Ово је Балкан, Од мене се одвикавај, Луда жено, Ниси му ти жена, Машина, Гадуре, Нешто против љубави, Фактор ризика
- Марина Тадић — Где то има
- Џејла Рамовић — Руине
- Магла бенд — Стабилно лоше
- Дуња Илић — Убићеш ме ти
- Близанци — Туто комплето
- Дадо Полумента — Гужва је у граду
- Маја Беровић — Џин и лимунада, Дечко за провод
- Бобан Рајовић — Црна лала, Усне боје вина, Мус од чоколаде
- Елма Синановић — Треба ми
- Ана Кокић — Дамело
- Романа — Самоодбрана, Ти ипак својој деци, На сузама мојим, Баила, баила
- Мина Костић — Старији човек, Музику појачај, Пуче истина
- Јана — Црна кутија
- Оља Карлеуша — Брусхалтер
- Дорис Драговић — Опило ме вино
- Харис Берковић — Магла
- Гиле — Промјена